# Ronse
Ronse (Renaix trong tiếng Pháp) là một thành phố  của Bỉ và a đô thị ở  tỉnh Oost-Vlaanderen. Đô thị này chỉ bao gồm thành phố Ronse.
Thành phố có giáo đường Saint Hermes nổi tiếng với hầm mộ theo kiến trúc Rôma thế kỷ 13, bảo tàng dệt, nhà ga xe lửa cổ.

## Người nổi tiếng sinh ở Ronse
- Cipriano de Rore, nhà soạn nhạc (thế kỷ 16)
- Alphonse Francois Renard, nhà địa chất học (thế kỷ 19)
- Ovide Decroly, nhà tâm lý học (thế kỷ 19)
- Công nương Isabelle của Liechtenstein (thế kỷ 20)
- Rudy Demotte, nhà chính trị (thế kỷ 20)

## Thành phố  kết nghĩa
- Đức: Kleve
- Anh Quốc: Sandwich, Kent
- Pháp: Saint-Valery-sur-Somme
- Cộng hòa Séc: Jablonec nad Nisou
- Tunisia: Masakin